# Zongren
Zongren est un astérisme de l'astronomie chinoise. Il est décrit dans le traité astronomique du Shi Shi qui recense les astérismes construits à partir des étoiles les plus brillantes du ciel. Zongren se compose de quatre étoiles moyennement lumineuses, situées au sein de la constellation occidentale d'Ophiuchus.

## Composition
Les étoiles de Zongren sont moins brillantes que l'astérisme directement associé, Zongzheng (voir ci-dessous), mais néanmoins suffisamment pour que leur identification ne pose pas de problème, d'autant que l'astérisme est relativement compact. Les quatre étoiles le composant sont :
- 66 Ophiuchi (magnitude apparente 4,8)
- 67 Ophiuchi (3,9)
- 68 Ophiuchi (4,5)
- 70 Ophiuchi (4,0)

## Symbolique
Zongren est situé dans un vaste ensemble appelé Tianshi, correspondant à un marché céleste, comprenant à la fois les éléments d'une cour royale, et des éléments liés au commerce. Il représente les aides d'un officiel responsable des membres de la famille royale, Zongzheng.

## Astérismes associés
De nombreux astérismes situés dans le marché céleste Tianshi sont en rapport avec la cour de l'empereur, dont le trône est Dizuo. Outre Zongren et Zongzheng, on y trouve Hou, un superviseur ou un astrologue, Huanzhe, un groupe d'administrateurs eunuques, Zong, un ancêtre important de la famille impériale. D'autres astérismes de Tianshi sont, eux, plus explicitement en rapport avec le commerce, tels Dou et Hu, qui sont des étalons de mesure.

## Référence
- (en) Sun Xiaochun et Jakob Kistemaker, The Chinese sky during the Han, New York, Éditions Brill, 1997, 247 p. (ISBN 9004107371), page 149.